# Коссос, Иоаннис
Иоаннис Коссос (греч. Ιωάννης Κόσσος, 1822—1875) — греческий скульптор, один из первых и самых видных скульпторов освобождённой Греции, автор ряда памятников и скульптур в Афинах.

## Биография
Иоаннис Коссос родился в семье резчика по дереву Петроса Коссоса в городе Триполисе, расположенном в центре полуострова Пелопоннес. С юных лет Иоаннис помогал отцу в работе на арсане (небольшая корабельная верфь) на острове Порос в Сароническом заливе, специализировался на изготовлении деревянных скульптур для форштевней морских судов. Позднее он записался в школу искусств, учился мастерству скульптора под руководством немецкого скульптора-классициста Кристиана Зигеля (Siegel). Получив стипендию, Коссос продолжил учёбу в Флоренции, а в начале 1860-х годов возрасте открыл собственную мастерскую в Афинах. На Всемирной выставке в Вене (1873) наградой была отмечена скульптура Коссоса, аллегорически представлявшая Грецию. Учеником И. Коссоса был скульптор Георгиос Врутос.

## Работы Коссоса
Произведения Коссоса в основном представляют собой мраморные статуи и бюсты, несущие на себе печать классицизма. Значительное количество работ скульптора установлено под открытым небом в Афинах. Среди самых известных произведений:
- статуя мецената Эвангелоса Заппаса (1864, перед дворцом Заппион; установлена в 1888);

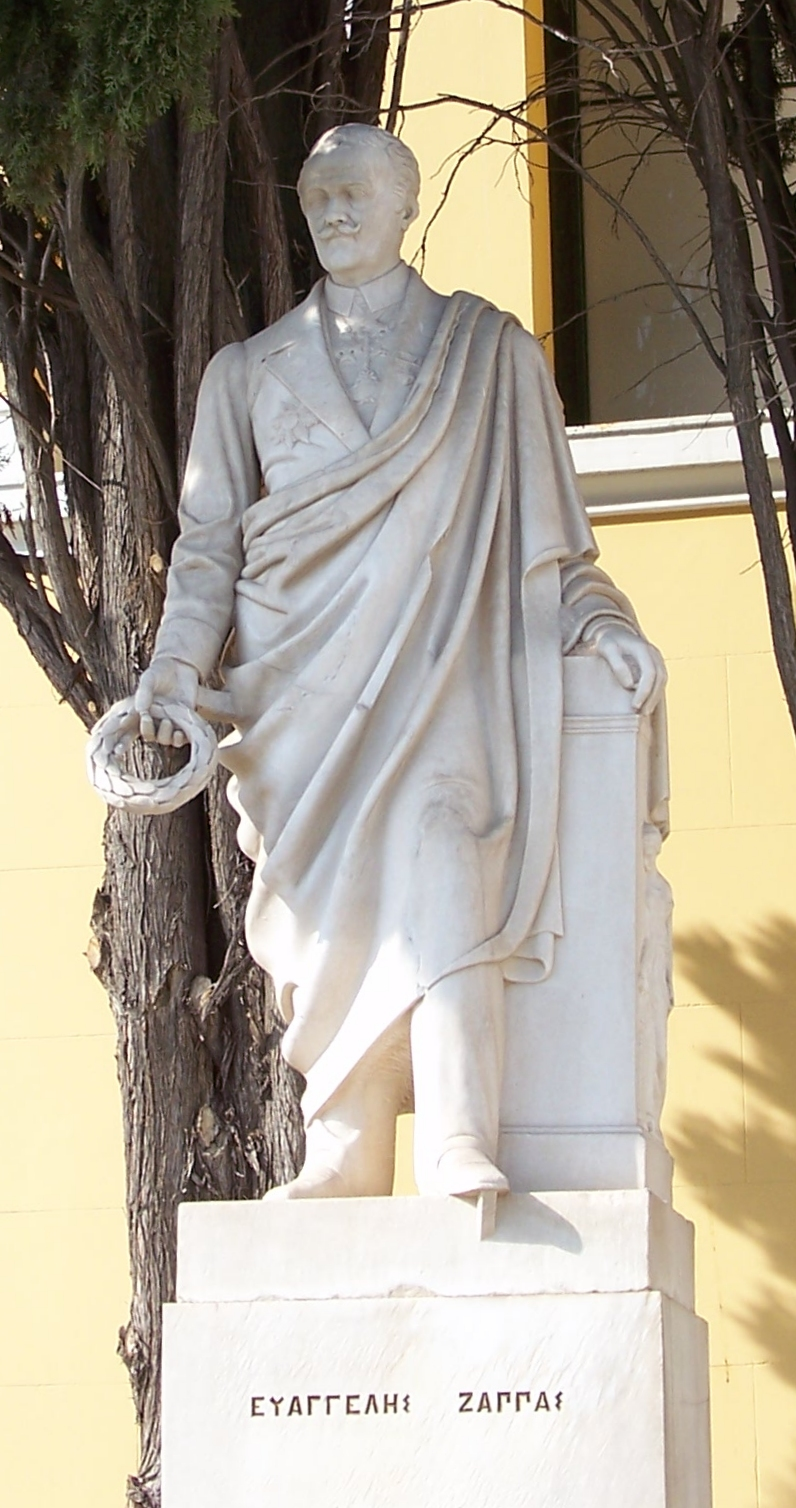
Статуя Эвангелоса Заппаса в Афинах

- статуя Ригаса Фереоса (1871, Пропилеи Афинского университета). Открытие памятника состоялось в 50-ю годовщину Греческой революции. Это была первая статуя, установленная в Афинах после провозглашения города столицей возрождённого Греческого государства. Расходы были покрыты меценатом Георгиосом Авероффом;

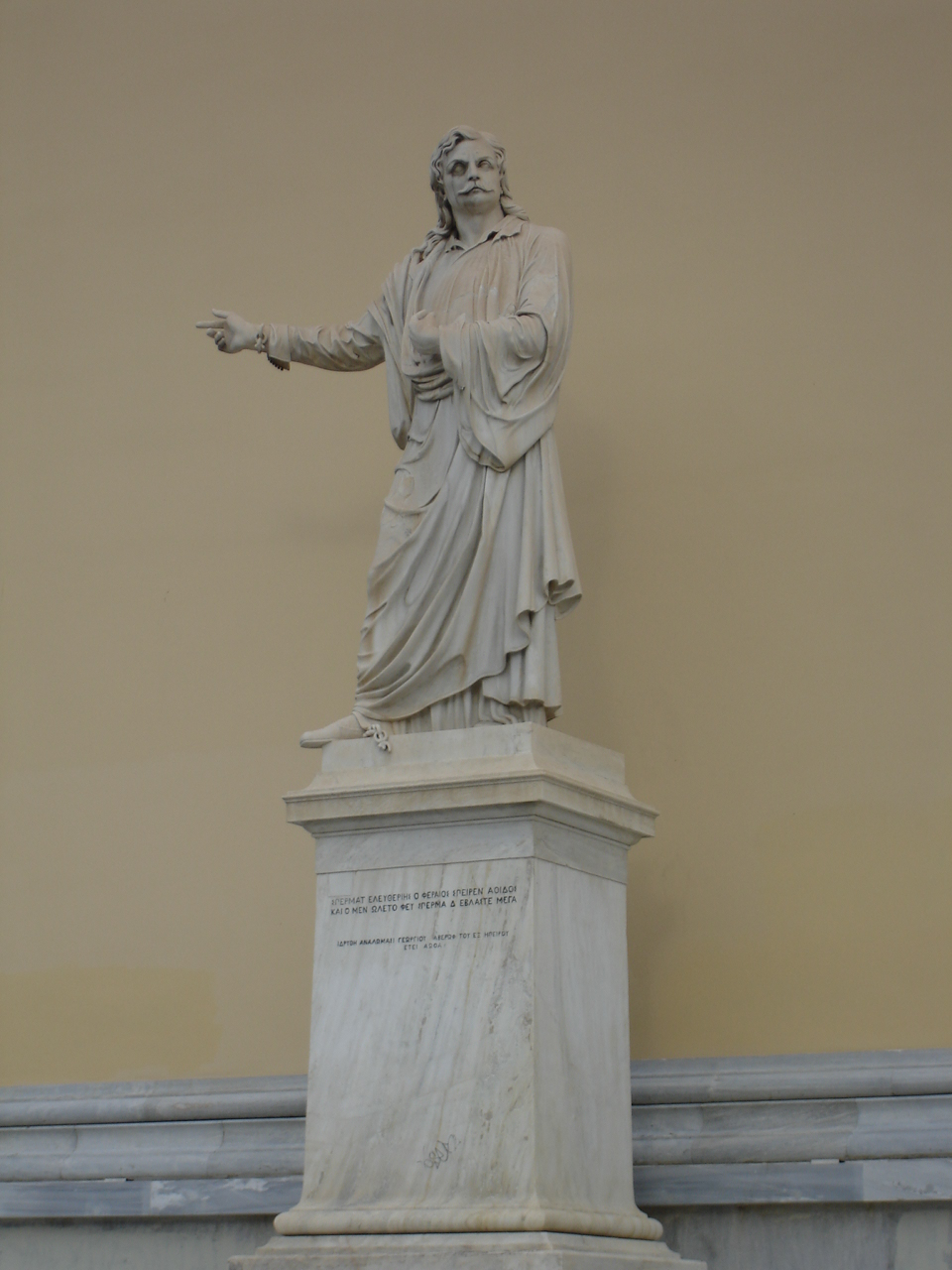
Фереос, Ригас

- статуя Адамантиоса Кораиса (Пропилеи Афинского университета). Коссос успел изготовить только макет памятника. После его смерти в мраморе скульптура была изготовлена Георгиосом Врутосом;
- бюст швейцарского филэллина банкира Эйнара (1866, Афины, Национальный парк);
- бюст Иоанна Каподистрии (1866, Афины, Национальный парк);
- бюст «Афина, несущая на голове Акрополь» (1871, Культурный центр Афинского муниципалитета);
- бюст короля Греции Георга I (1874);
- бюст королевы Греции Ольги (1874);
- в Национальной галерее Афин выставлены работы Коссоса «Ночь» (1864) и Аделаида Ристори (1867);
- бюст Милоша Обреновича князя Сербского (1860)

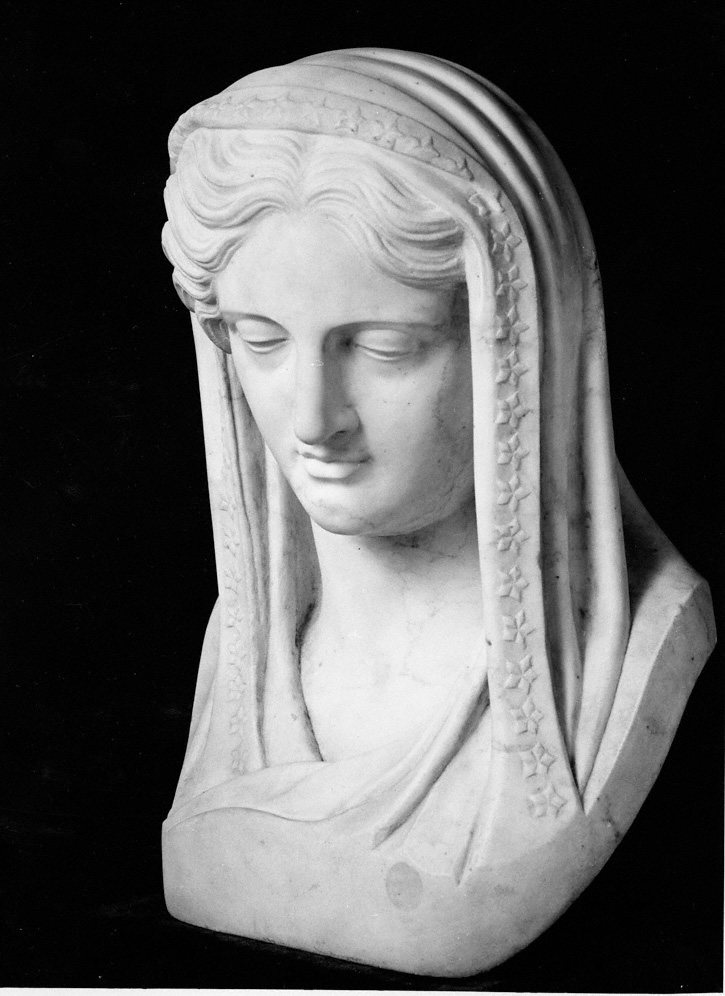
«Ночь»

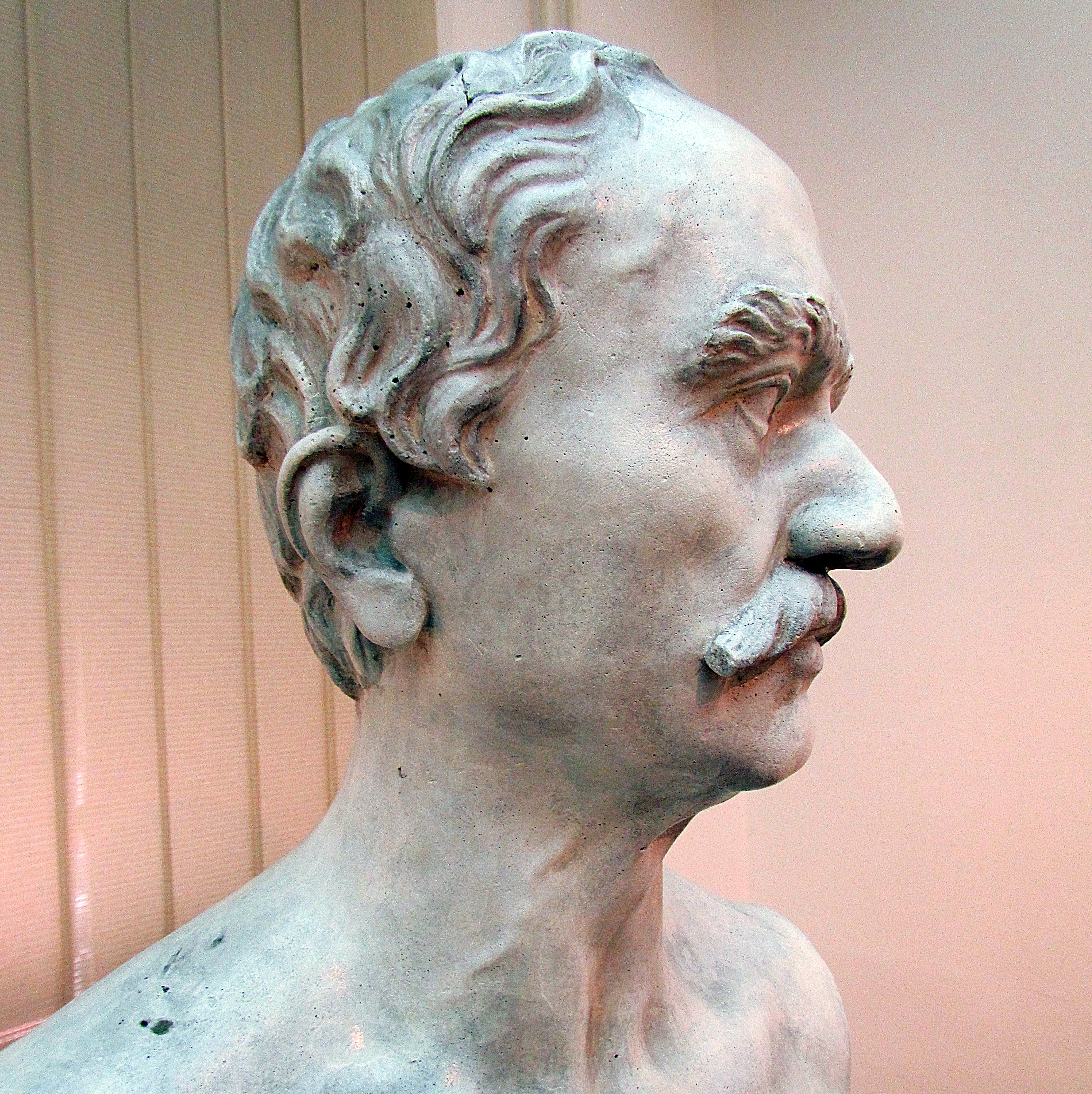
Милош Обренович

- в Афинском университете установлены 25 бюстов героев революции 1821 года работы Коссоса.